# Noa Wildschut
Noa Wildschut (Hilversum, 9 maart 2001) is een Nederlandse concertvioliste.

## Biografie
Noa Wildschut is een dochter van Arjan Wildschut, altviolist in het Radio Filharmonisch Orkest, en Liora Ish-Hurwitz, vioolpedagoge, van wie ze haar eerste vioollessen kreeg. Ze nam als zesjarige deel aan het Kinderprinsengrachtconcert 2007.
Vanaf 2008 studeerde ze in de Sweelinckacademie voor jong talent van het Conservatorium van Amsterdam bij Coosje Wijzenbeek, die haar als ensemblelid en soliste liet optreden bij het jeugdstrijkorkest Fancy Fiddlers. Ze nam deel aan diverse muziekfestivals, waarbij ze speelde met onder anderen de pianisten Paolo Giacometti (2009) en Jevgeni Kissin (2010). In die jaren kreeg ze een beurs van de VandenEnde Foundation. In 2010 won ze de eerste prijs in de categorie tot 14 jaar bij het Internationale Louis Spohr-Wettbewerb in Weimar. Bij het Internationaal Kamermuziek Festival Utrecht speelde ze samen met Janine Jansen. In 2012 won ze de eerste prijs in haar leeftijdscategorie bij het concours van de Iordens Viooldagen in het Koninklijk Conservatorium in Den Haag. Later in dat jaar trad ze op in de 'Night of the Promising' in het Koninklijk Concertgebouw en kreeg daar de Young Talent Award.
In 2013 zette Wildschut haar studie aan het Conservatorium van Amsterdam voort bij Vera Beths. Later studeerde ze bij Antje Weithaas in Berlijn. Ze maakte als tiener deel uit van de 'Mutter Virtuosi' van Anne-Sophie Mutter, die als haar mentor optrad. Ze volgde masterclasses en lessen bij Jaap van Zweden, Frank Peter Zimmermann en Liviu Prunaru en ook bij de pianist Menahem Pressler en de cellist Anner Bijlsma. Ze staat onder contract bij het platenlabel Warner Classics, waar in 2017 haar debuut-cd verscheen met muziek van Mozart met het Nederlands Kamerorkest onder Gordan Nikolić en de pianist Yoram Ish-Hurwitz, met wie ze een duo vormt voor kamermuziek. Ook vormt ze een vast duo met pianiste Elisabeth Brauß.
In juni 2025 was Wildschut artist-in-residence van het Leidse Hofjesfestival, waar ze ook zelf optrad met een programma met werken van Bach en Ravel.
Noa Wildschut bespeelt een viool van Giovanni Battista Grancino uit 1714, die haar ter beschikking is gesteld door het Nationaal Muziekinstrumenten Fonds.

## Prijzen
- 2010 - Internationale Louis Spohr-Wettbewerb
- 2012 - Iordens Viooldagen
- 2013 - Concertgebouw Young Talent Award
- 2017 - Kersjes vioolbeurs